# Patricia Remak
Patricia Joan Remak-Boerenstam est un juriste et une femme politique néerlandaise d'origine surinamaise (membre du VVD), née à Amsterdam le 12 juillet 1965.
Elle est députée à la Tweede Kamer (la chambre basse du parlement des Pays-Bas) de 1998 à 2002. En 2008, elle est condamnée à six mois de prison dans une affaire de fraude sociale.